# Берггольц (Мекленбург-Передня Померанія)
Берггольц (нім. Bergholz) — громада в Німеччині, розташована в землі Мекленбург-Передня Померанія. Входить до складу району Передня Померанія-Грайфсвальд. Складова частина об'єднання громад Лекніц-Пенкун.
Площа — 21,7 км2. Населення становить 320 ос. (станом на 31 грудня 2020).

## Галерея

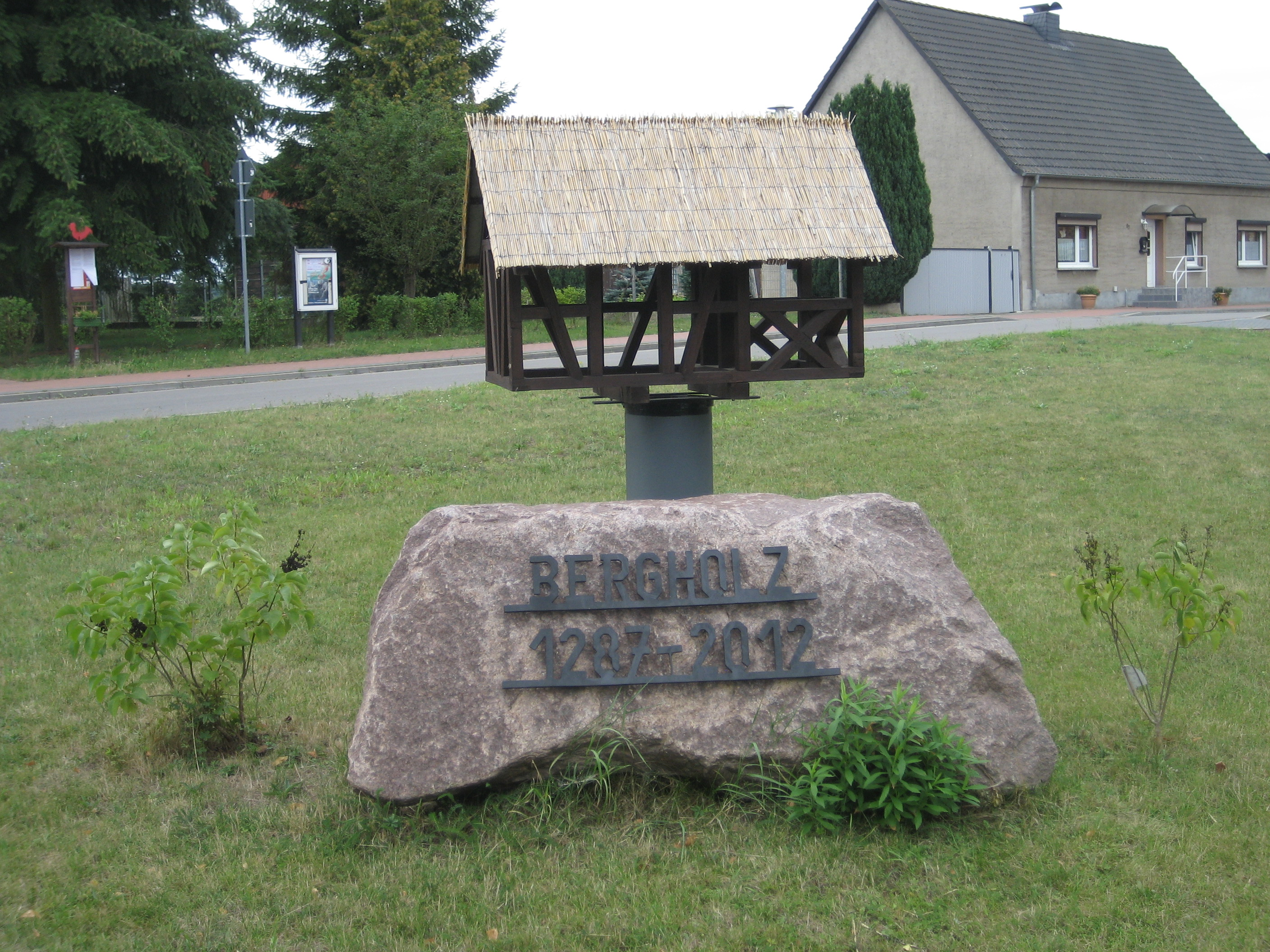
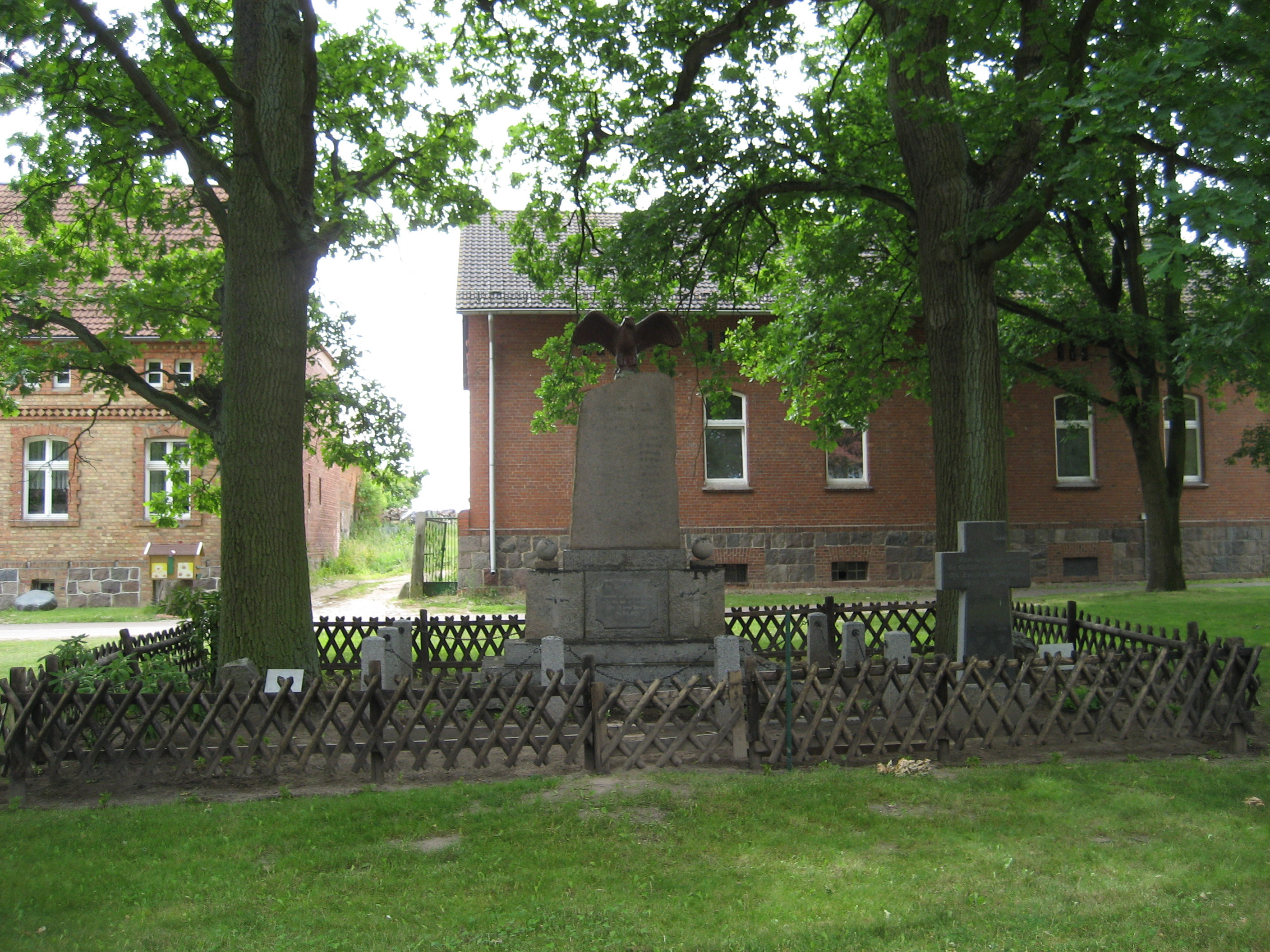